# Otto Gutfreund

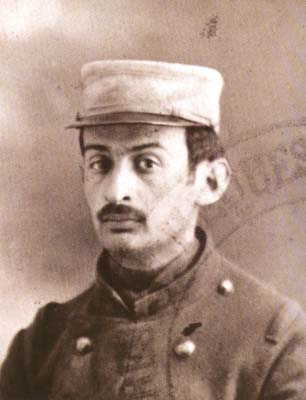
Otto Gutfreund in der Fremdenlegion, 1914

Otto Gutfreund (* 3. August 1889 in Königinhof an der Elbe, Bezirk Königgrätz, Österreich-Ungarn; † 2. Juni 1927 in Prag, Tschechoslowakei) war ein tschechischer Bildhauer und Maler. Er gehört zu den wichtigsten Vertretern des tschechischen Kubismus.

## Leben und Wirken
Otto Gutfreund entstammte einer jüdischen Familie. 1903–1906 studierte er unter der Leitung von Josef Drahoňovský an der Fachschule für Keramik in Bechyně. Danach ging er nach Paris, um an der Académie de la Grande Chaumière bei Antoine Bourdelle zu studieren. Dort hatte er erste Kontakte zum Kubismus.
Nach Beendigung des Studiums kehrte er 1910 nach Prag zurück. Hier war er 1911 Mitbegründer der Künstlergruppe „Skupina výtvarných umělců“ (Gruppe bildender Künstler). Er publizierte in Zeitschriften und pflegte guten Kontakt zu Emil Filla. Neben den tschechischen Künstlern Vincenc Beneš, Filla, Pavel Janák und Antonín Procházka beteiligte er sich 1913 am Ersten Deutschen Herbstsalon in Berlin.
Als Reaktion auf den Kriegsausbruch trat er – zurück in Frankreich – freiwillig in die Tschechoslowakischen Legionen ein. 1920 kehrte er erneut nach Prag zurück, wo er dem Kunstverein Mánes beitrat. Sein Werk wird ab diesem Zeitpunkt der Neuen Sachlichkeit zugerechnet. 1926 erhielt er den Lehrstuhl für Bauplastik an der Kunstgewerbeschule in Prag.
Nach seiner prägenden kubistischen Periode (1911–1919) nahm Gutfreund diverse Staatsaufträge an, in denen er die Bürger der Tschechoslowakischen Republik rühmte. Ab 1927 widmete er sich wieder der Modernen Kunst, wobei er sich weiter mit der abstrakten Plastik beschäftigte.
Gutfreund ertrank am 2. Juni 1927 in der Moldau in Prag und ist auf dem Vinohrady-Friedhof begraben.

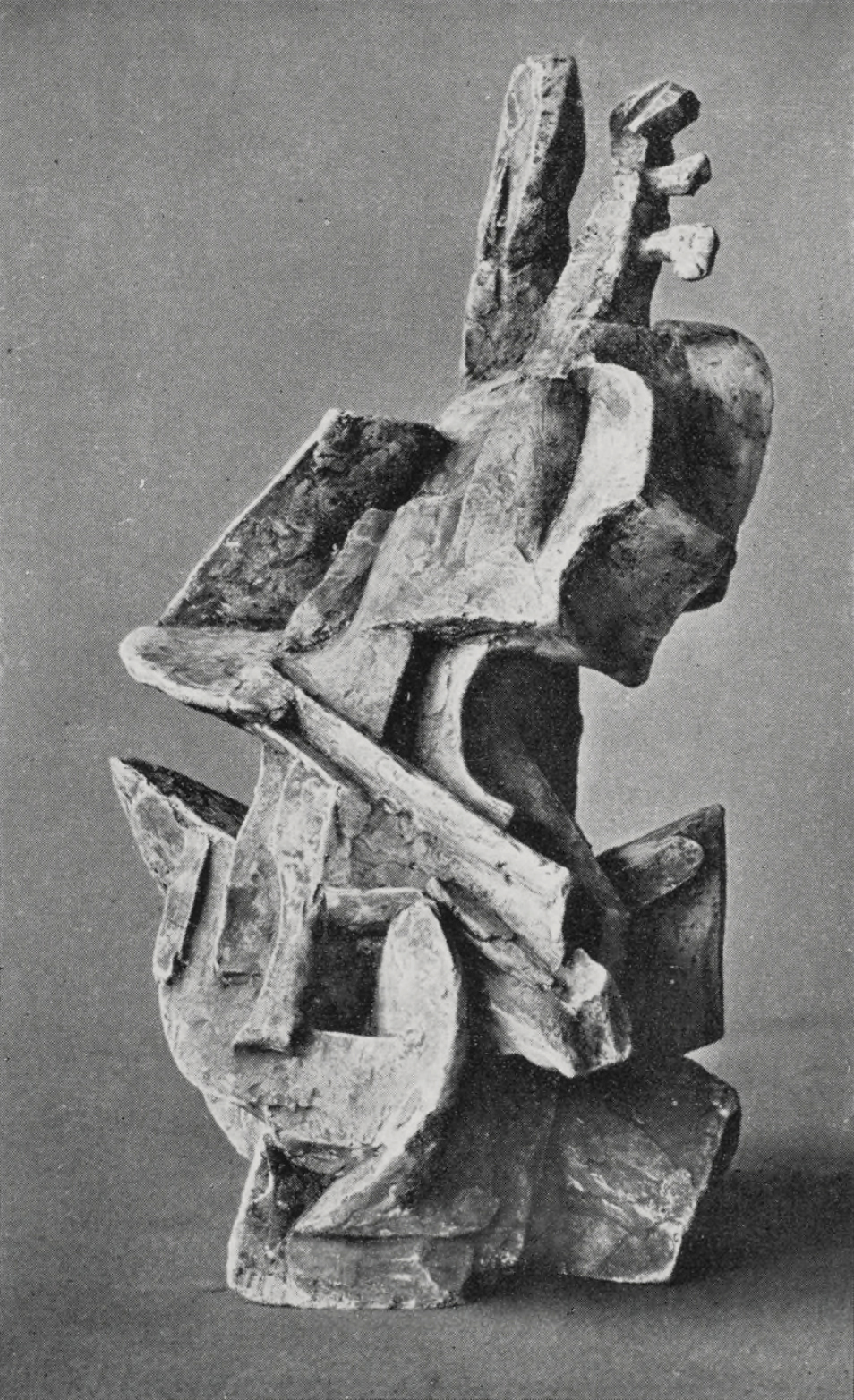
Cellospieler, 1912/1913
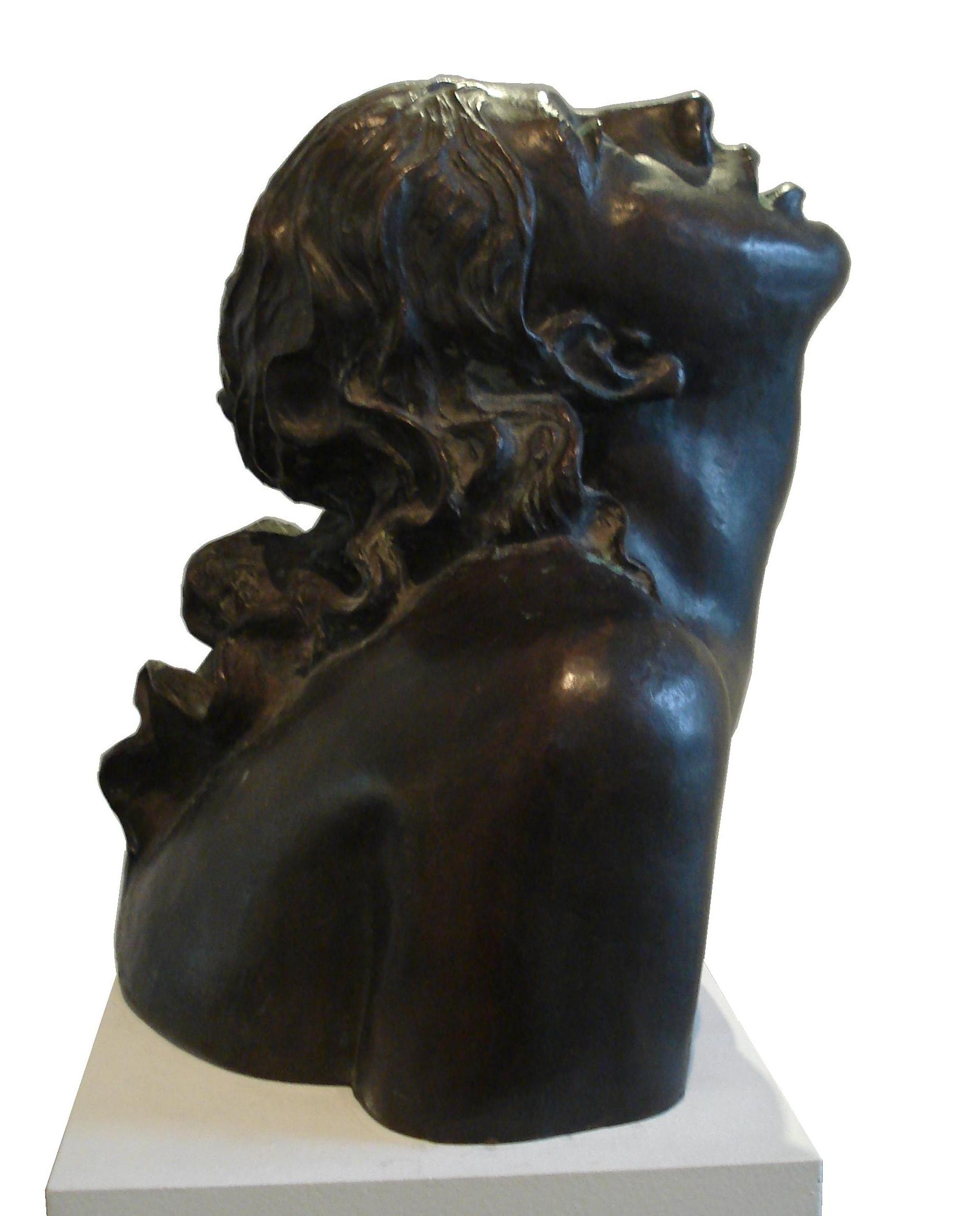
Aufblickend
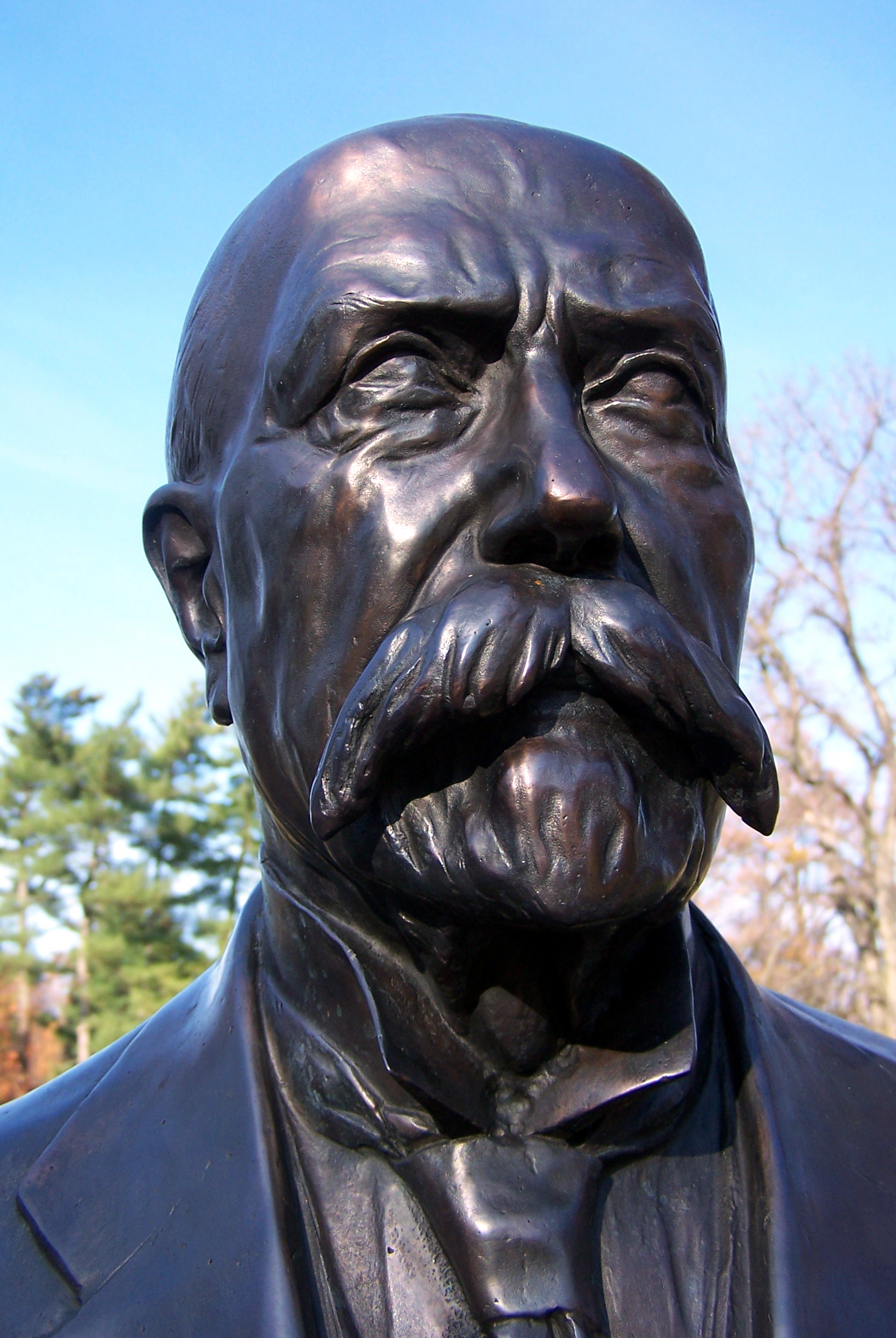
T. G. Masaryk
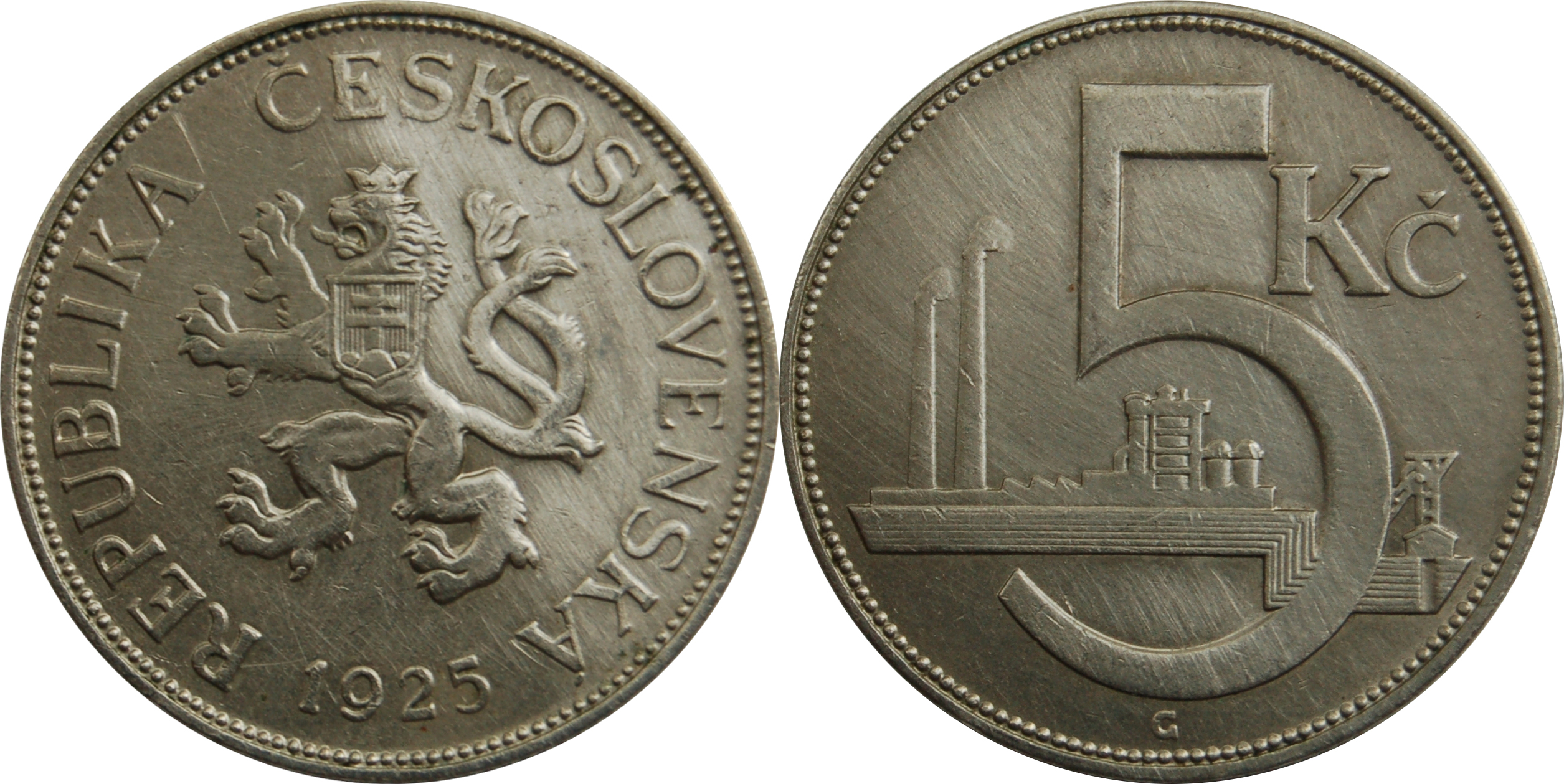
5-Kronen-Stück